# Bullfight Wrestling Championship

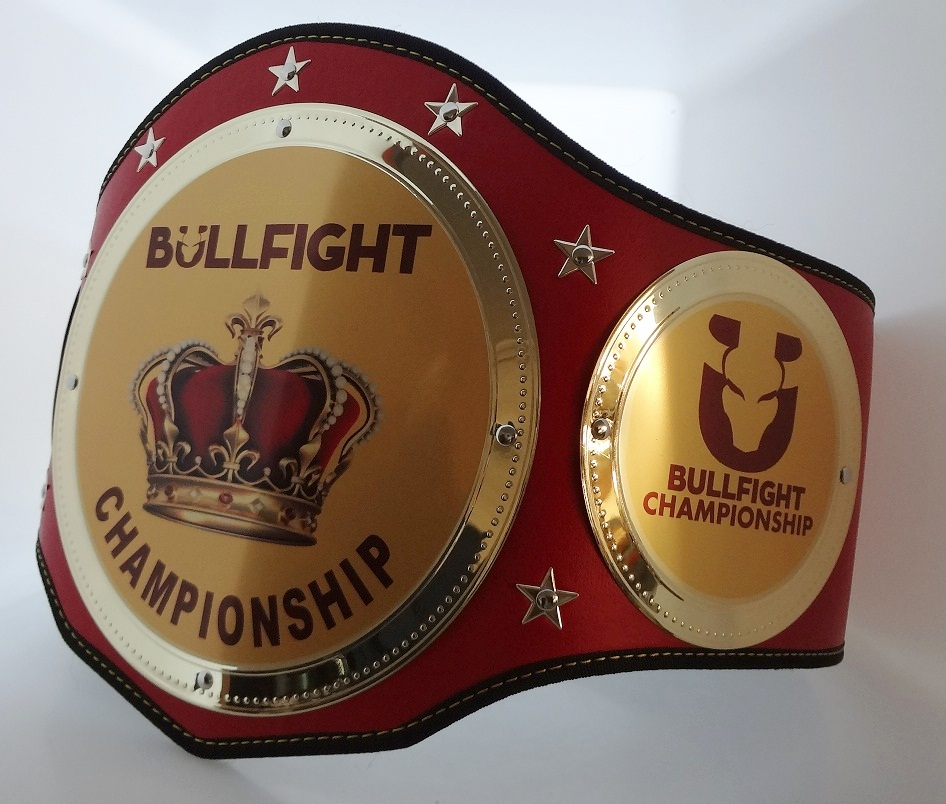
Bullfight Wrestling Title

La Bullfight Wrestling Society, in data 23 gennaio 2018, ha introdotto il Bullfight Wrestling Championship. Quest'ultimo, il titolo massimo della promotion italiana, verrà assegnato a "Hail to the King", il prossimo evento in programma il 24 marzo a Cormano (Milano).
Il match d'assegnazione della cintura vedrà Nemesi e Nick Lenders confrontarsi in un 30 Minute Ironman Match che sarà, ovviamente, il main event dello show.